# Hans Kamecke
Hans Kamecke (n. 18 august 1890, Halberstadt, Saxonia-Anhalt, Germania – d. 16 octombrie 1943, Rusia) a fost un general german din Wehrmacht care a comandat Divizia 137 Infanterie în timpul celui de-al Doilea Război Mondial. A fost ucis pe front la 16 octombrie 1943, în apropierea localității Kolpen din Uniunea Sovietică. A fost decorat post-mortem cu Crucea de Cavaler al Crucii de Fier la 27 octombrie 1943. 

## Decorații
- Crucea de Fier cl. II și cl. I (1914)
- Crucea de onoare a Războiului Mondial 1914/1918
- Medalia Zidului Vestic
- Crucea de Fier cu barete (1939) 
  - cl. II (23 ianuarie 1940)
  - cl. I (11 iunie 1940)
- Insigna pentru răniți (1939)
  - neagră (17 martie 1942)
  - argintie
- Ordinul „Steaua României” cu spade în gradul de Comandor, cu panglica de „Virtutea Militară” (25 noiembrie 1941) „pentru curajul și modul exemplar cu care a condus luptele regimentului său pe câmpiile Basarabiei”[2]
- Crucea Germană de aur (1 decembrie 1941)
- Medalia Frontului Răsăritean (18 iulie 1942)
- Crucea de Cavaler al Crucii de Fier (27 octombrie 1943) în calitate de Generalleutnant și comandant al Diviziei 137 Infanterie[3]